# Jane Channell
Jane Channell (North Vancouver, 23 de agosto de 1988) es una deportista canadiense que compite en skeleton. Ganó una medalla de plata en el Campeonato Mundial de Skeleton de 2020, en la prueba de equipo mixto.

## Palmarés internacional
| Campeonato Mundial | Campeonato Mundial   | Campeonato Mundial | Campeonato Mundial |
| Año                | Lugar                | Medalla            | Prueba             |
| ------------------ | -------------------- | ------------------ | ------------------ |
| 2020               | Altenberg (Alemania) | Medalla de plata   | Equipo mixto       |